# Lenguas totonaco-tepehuas
Las lenguas totonacas o totonaco-tepehuas son una familia de lenguas de Mesoamérica formada por siete lenguas. Es hablado por los indígenas totonacos, que habitan en la sierra Madre Oriental entre los estados mexicanos de Puebla y Veracruz, principalmente. La comunidad lingüística del totonaco llega a los 200 mil hablantes, que la convierten en una de las más amplias de México. Aunque los primeros estudios clasificatorios de las lenguas indígenas mexicanas ubicaban a este idioma como parte de la familia maya (como en el caso de Manuel Orozco y Berra), las investigaciones más recientes han demostrado que la evidencia que sustenta esa hipótesis es muy pobre, razón por la que ha pasado a constituir una familia separada con el idioma tepehua.

## Clasificación de Familias

### Lenguas de la familia
Aunque normalmente se considera que la familia totonaca está conformada por dos lenguas diferentes --totonaco y tepehua--, cada una de estas lenguas puede ser considerada como una familia de dialectos que no siempre son mutuamente inteligibles. La siguiente clasificación comienza a ser más ampliamente aceptada. 
- Totonaco
  - Totonaco de Papantla
  - Totonaco del centro-norte

- - Totonaco del centro-sur
  - Totonaco de Misantla

- Tepehua
  - Tepehua de Tlachichilco
  - Tepehua de Huehuetla
  - Tepehua de Pisaflores

Como muchas lenguas indígenas de México, los idiomas totonacanos han sido reemplazados lentamente por el idioma español. Sin embargo, la variedad misanteca del totonaco es la que se encuentra en mayor peligro de desaparecer. Los otros idiomas continúan siendo hablados en varias comunidades de los estados de Puebla, Veracruz, Hidalgo y San Luis Potosí.

### Relación con otras lenguas
No se han podido mostrar parentescos claros con lenguas de otras familias. Aunque algunos autores consideran prometedoras algunas pocas evidencias que lo relacionan con las lenguas mayenses y las lenguas mixe-zoque, en el contexto de la hipótesis macro-maya. Esta hipótesis fue propuesta por Norman McQuown (1942) y examinada por L. Campbell y T. Kaufmann que consideraron que los datos de McQuown no apoyaban el parentesco. Posteriormente Campbell ha examinado nueva evidencia y considera posible la existencia de un parentesco lejano.

### Lista de lenguas totonacas (Ethnologue, 2019)
| Posición | Lengua                            | ISO 639-3 | Autónimo               | Número total de hablantes (L1 y L2) | País   |
| -------- | --------------------------------- | --------- | ---------------------- | ----------------------------------- | ------ |
| 1        | Totonac, Highland                 | tos       | Tutunakú               | 120 000                             | México |
| 2        | Totonac, Papantla                 | top       | Tutunakú               | 80 000                              | México |
| 3        | Totonac, Coyutla                  | toc       | Tutunakú               | 48 100                              | México |
| 4        | Totonac, Filomena Mata-Coahuitlán | tlp       | ———                    | 15 100                              | México |
| 5        | Tepehua, Pisaflores               | tpp       | ———                    | 4000                                | México |
| 6        | Totonac, Upper Necaxa             | tku       | Totonaca               | 3270                                | México |
| 7        | Tepehua, Huehuetla                | tee       | ———                    | 3000                                | México |
| 8        | Tepehua, Tlachichilco             | tpt       | ———                    | 3000                                | México |
| 9        | Totonac, Xicotepec de Juárez      | too       | ———                    | 3000                                | México |
| 10       | Totonaco del cerro Xinolatépetl   | tqt       | Xinulajgsípij Totonaco | 1610                                | México |
| 11       | Totonac, Tecpatlán                | tcw       | Totonaca               | 540                                 | México |
| 12       | Totonac, Yecuatla                 | tlc       | ———                    | 500                                 | México |

## Características comunes
El trabajo comparativo sobre las lenguas totonaco-tepuehuas empezó a mitad del siglo XX, cuando Arana (1953) reconstruyó el sistema fonológico del proto-totonaco-tepehua sobre la base de 68 cognados pertenecientes a tres variantes de totonaco y una de tepehua. Para la gramática o la sintaxis, todavía en 2005 no se contaba con ninguna reconstrucción completa, siendo Levy (2001) y Mackay & Trechsel (2003) los primeros intentos comparativos en el nivel morfosintáctico.

### Fonología
Existen algunas variaciones entre los repertorios de fonemas de los dialectos tepehuas y totonacos. Sin embargo, en las tablas siguientes se presenta el repertorio fonético del proto-totonacano, tal como fue reconstruido por Arana (1953); repertorio que puede ser considerado como prototípico de esta familia lingüística.
El inventario consonántico del proto-totonaca-tepehua reconstruido es el siguiente:
|             | Labial | Alveolar | Palatal | Velar | Uvular | Glotal |
| ----------- | ------ | -------- | ------- | ----- | ------ | ------ |
| Oclusivas   | *p     | *t       |         | *k    | *q     |        |
| Fricativas  |        | *s, *ɬ   | *š      | *x    |        | *h     |
| Africadas   |        | *¢, *ƛ   | *č      |       |        |        |
| Aproximante | *w     | *l       | *y      |       |        |        |
| Nasales     | *m     | *n       |         |       |        |        |

Los signos /š, č, ¢, ƛ, y/ están tomados del alfabeto fonético americanista y equivalen a los signos AFI /ʃ, ʧ, ʦ, tɬ, j/.

El sistema vocálico está formado por tres timbres vocálicos /i, a, u/. Cada uno de estos timbres vocálicos puede aparecer como vocal laringealizada o no-laringealizada, y como larga o breve. El inventrio de vocales breves es por tanto:
|          | Anteriores | Anteriores | Centrales | Centrales | Posteriores | Posteriores |
| laring.  | normal     | laring.    | normal    | laring.   | normal      |             |
| -------- | ---------- | ---------- | --------- | --------- | ----------- | ----------- |
| Cerradas | *ḭ         | *i         |           |           | *ṵ          | *u          |
| Abiertas |            |            | *a̰        | *a        |             |             |

### Gramática
Al igual que otros idiomas indígenas de América, las lenguas totonacanas son altamente aglutinantes y polisintéticas. Además, presentan varias características propias de las lenguas agrupadas en el área lingüística mesoamericana, como la preferencia por el verbo inicial en el orden sintáctico y el uso extensivo de lexemas relacionados con partes del cuerpo en las construcciones metafóricas y locativas. 
Dos rasgos distintivos de los idiomas totonacanos son mencionados en detalle abajo. El primero, la construcción comitativa; el segundo, la incorporación metafórica del cuerpo en el habla. Los ejemplos siguientes corresponden al totonaco de Misantla, pero pueden ilustrar procesos encontrados en todas las variedades totonacanas. 

#### Construcción comitativa
Un rasgo tipológico inusual en otras lenguas, pero particular de la morfología totonacana es el hecho de que el verbo puede sufrir inflexiones para más de un sujeto. Por ejemplo, el
1ªPERSONA - COMITATIVO- correr -IMPERFECTO -2ªPERSONA -COMITATIVO
'Tú y yo corremos'

### Comparación léxica
Los numerales en diferentes variedades totonaco-tepehuas son:
| GLOSA | Tepehua    | Tepehua    | Tepehua      | Totonaca    | Totonaca   | PROTO-TT  |
| GLOSA | Huehuetla  | Pisaflores | Tlachichilco | Alto Necaxa | Misantla   | PROTO-TT  |
| ----- | ---------- | ---------- | ------------ | ----------- | ---------- | --------- |
| '1'   | laqatam    | tam        | tawm         | a̰ʔtín       | tun        | *tum      |
| '2'   | laqatˀui   | tˀui       | tˀui         | a̰ʔtúː       | maːtṵ́ʔ     | *tˀṵ(i)   |
| '3'   | laqatˀutu  | tˀutu      | tˀútu        | a̰ʔtuːtún    | maːatún    | *tˀutu(n) |
| '4'   | laqatˀatˀɪ | tˀaːtˀi    | tˀáːtˀi      | a̰ʔtáːtḭ     | maːtá̰ːt    | *tá̰ːti    |
| '5'   | laqakis    | kiːs       | kiːs         | a̰ʔki¢ís     | maːkí¢is   | *ki¢is    |
| '6'   | laqačašan  | čášan      | čášan        | a̰ʔčašán     | maːčaːšán  | *čaːšan   |
| '7'   | laqatuhun  | tuhún      | tuhún        | a̰ʔtoxón     | maːtuhún   | *tuhún    |
| '8'   | laqa¢ˀahin | ¢ahín      | ¢ahín        | a̰ʔ¢ayán     | maː¢iyán   | *¢ayán    |
| '9'   | laqanaha¢  | naháː¢i    | naháː¢i      | a̰ʔnaxáː¢a   | maːnaháː¢a | *naháː¢-  |
| '10'  | laqakau    | kaw        | kaw          | a̰ʔkauxtí    | maːkaːwi   | *káːwi    |
Los signos /¢,č/ del alfabeto fonético americanista son los equivalentes de los símbolos del alfabeto fonético internacional /ʦ,ʧ/.